# Кротц-Спрінгс (Луїзіана)
Кротц-Спрінгс (англ. Krotz Springs) — місто (англ. town) в США, в окрузі Сент-Ландрі штату Луїзіана. Населення — 904 особи (2020).

## Географія
Кротц-Спрінгс розташований за координатами 30°31′46″ пн. ш. 91°45′18″ зх. д. / 30.52944° пн. ш. 91.75500° зх. д. (30.529390, -91.754866).  За даними Бюро перепису населення США в 2010 році місто мало площу 4,49 км², з яких 4,47 км² — суходіл та 0,01 км² — водойми.

## Демографія
Згідно з переписом 2010 року, у місті мешкало 1198 осіб у 474 домогосподарствах у складі 326 родин. Густота населення становила 267 осіб/км².  Було 533 помешкання (119/км²).
Расовий склад населення:
| - 98,7 % — білих - 0,4 % — азіатів - 0,3 % — корінних американців - 0,2 % — чорних або афроамериканців |

До двох чи більше рас належало 0,3 %. Частка іспаномовних становила 1,5 % від усіх жителів.
За віковим діапазоном населення розподілялося таким чином: 29,3 % — особи молодші 18 років, 55,6 % — особи у віці 18—64 років, 15,1 % — особи у віці 65 років та старші. Медіана віку мешканця становила 35,9 року. На 100 осіб жіночої статі у місті припадало 95,1 чоловіків;  на 100 жінок у віці від 18 років та старших — 82,5 чоловіків також старших 18 років.
Середній дохід на одне домашнє господарство  становив 32 805 доларів США (медіана — 20 847), а середній дохід на одну сім'ю — 39 398 доларів (медіана — 24 808). За межею бідності перебувало 26,8 % осіб, у тому числі 42,6 % дітей у віці до 18 років та 21,2 % осіб у віці 65 років та старших.
Цивільне працевлаштоване населення становило 289 осіб. Основні галузі зайнятості: роздрібна торгівля — 21,8 %, будівництво — 21,1 %, транспорт — 8,7 %, науковці, спеціалісти, менеджери — 8,3 %.